# Dvojobrazový dálkoměr
Dvojobrazový dálkoměr je přístroj k nepřímému měření vzdálenosti. Využívá principu štíhlého trojúhelníku, kdy část paprsků prochází objektivem přímo a část je odchýlena optickým klínem o malý, přesně známý úhel.

## Princip

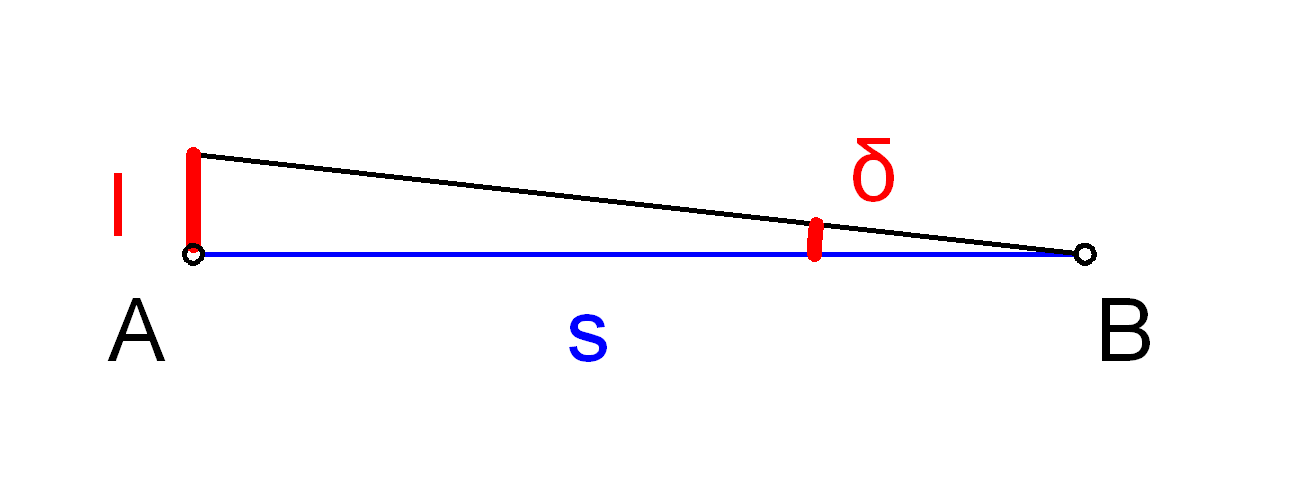
Štíhlý trojúhelník

Principem tohoto typu měření vzdáleností je řešení štíhlého trojúhelníku. Vztah mezi jednotlivými prvky štíhlého pravoúhlého trojúhelníku jsou dány vztahem:
s = l * cotg δ
přičemž:

s – znamená vzdálenost mezi body A a B

l – měřený laťový úsek

δ – úhel odklonu části paprsků, které procházejí přes optický klín.
Pro geodetické dálkoměry je optický klín, který odklání část paprsků, vyroben tak, aby násobná konstanta (cotg δ) byla rovna hodnotě 100 (většina geodetických dvojobrazových dálkoměrů) resp. 200 (dálkoměr Carl Zeiss Jena BRT 006).

## Použití

### Armáda
Ve vojenství se dvojobrazové dálkoměry s pevnou základnou používaly u dělostřelectva a námořnictva k přesnému stanovení vzdálenosti cíle.

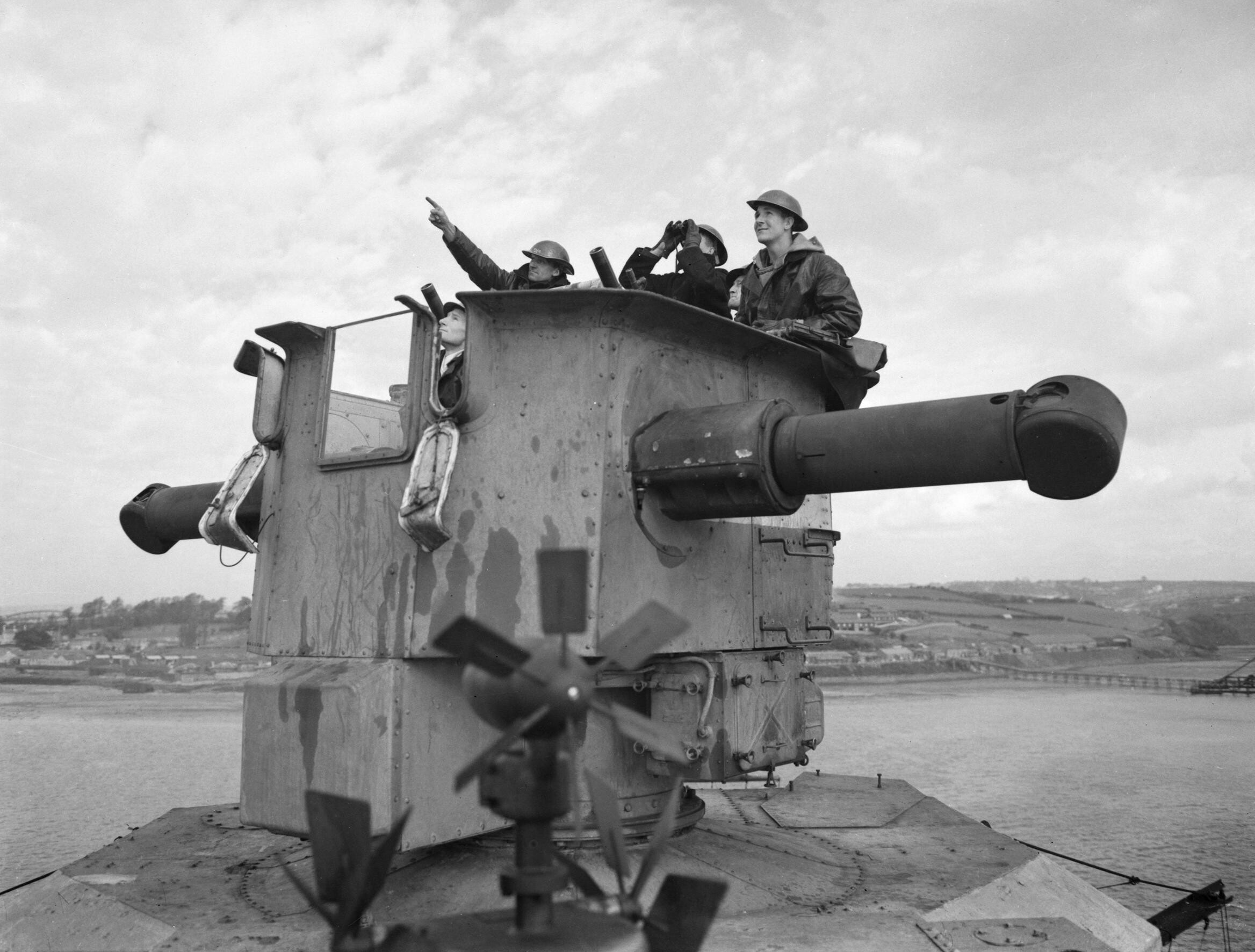
Námořní dvojobrazový dálkoměr IWM A 1513 na britské bitevní lodi HMS Revenge.
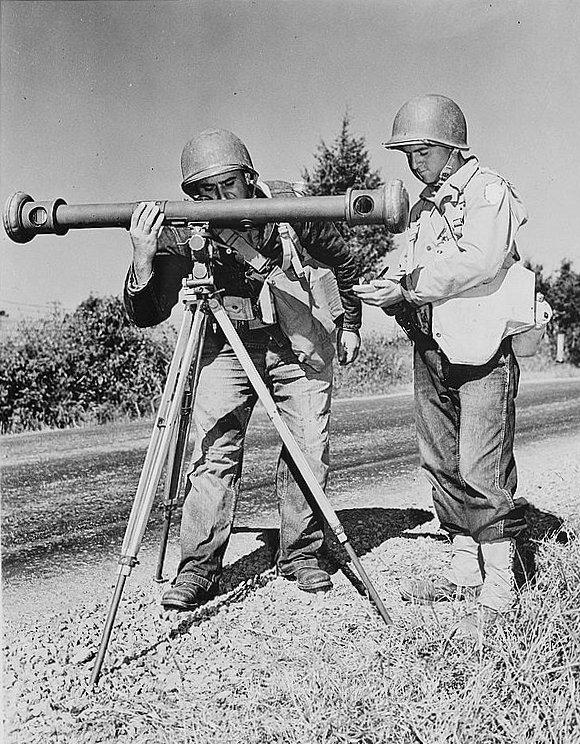
Američtí dělostřelci s přenosným dvojobrazovým dálkoměrem.

### Fotografie
Dvojobrazový dálkoměr je základem dálkoměrných fotoaparátů. Nejznámější fotoaparáty tohoto typu jsou kinofilmové kamery Leica a Contax. Stejný proncip je ale používán u celé řady dalších kamer, buď jako součást kamery nebo jako přídavné příslušenství. Používají se nejen u kamer na kinofilm, ale i u kamer na střední a velký formát. Principielně jde o dvojobrazové dálkoměry s pevnou základnou v přístroji.

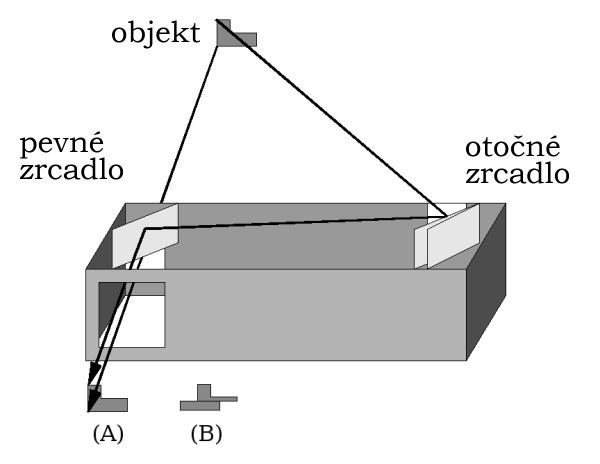
Schéma dvojobrazového dálkoměru. část paprsků prochází přímo, část je odkloněna pevným zrcadlem na zrcadlo otočné. Nezaostřený obraz je na schématu B. Otáčením zaostřovacího mechanismu objektivu, který je spojen s otočným zrcadlem, dojde ke ztotožnění obou obrazů (schéma A). Tím je obraz zaostřen.
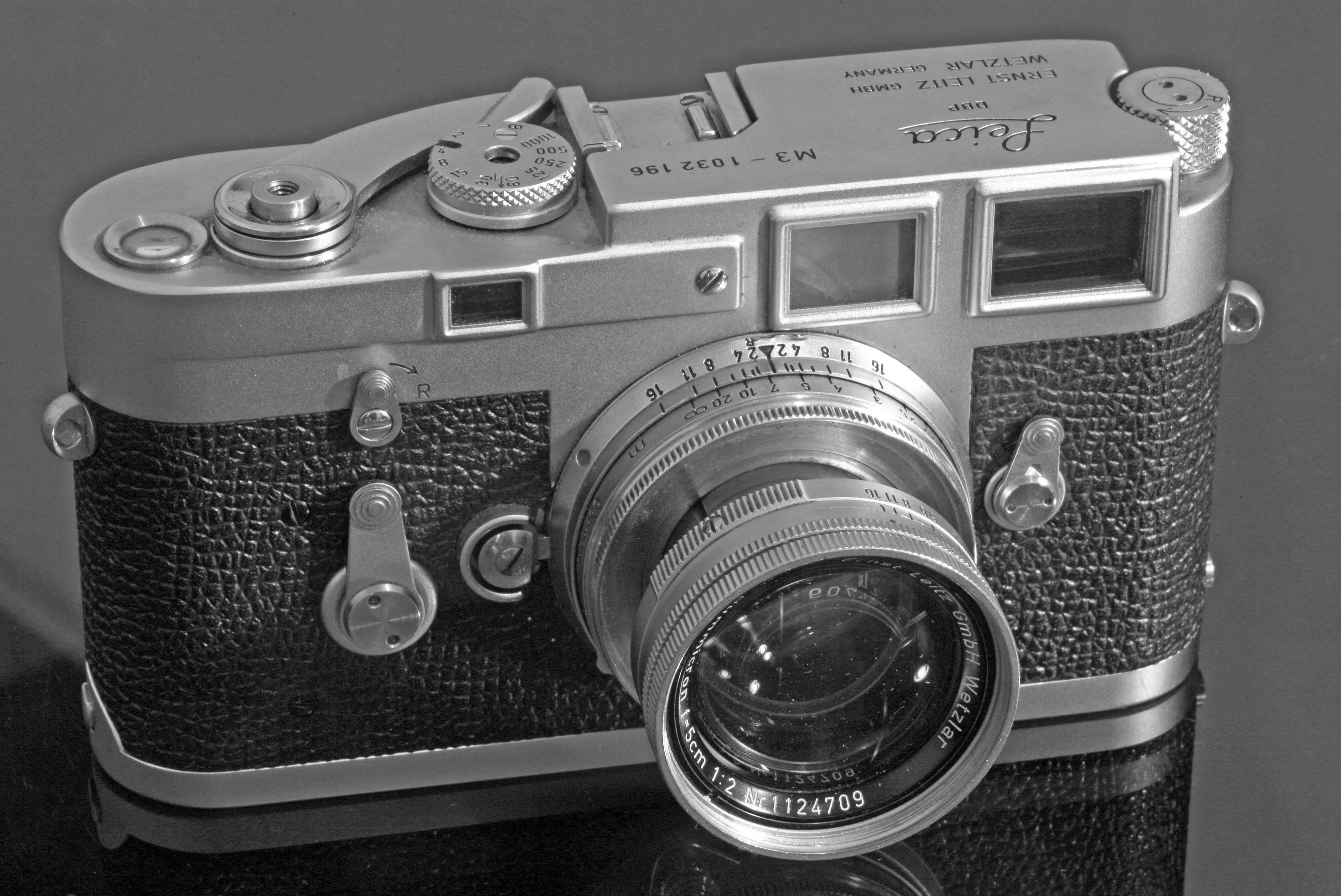
Kamera Leica M3
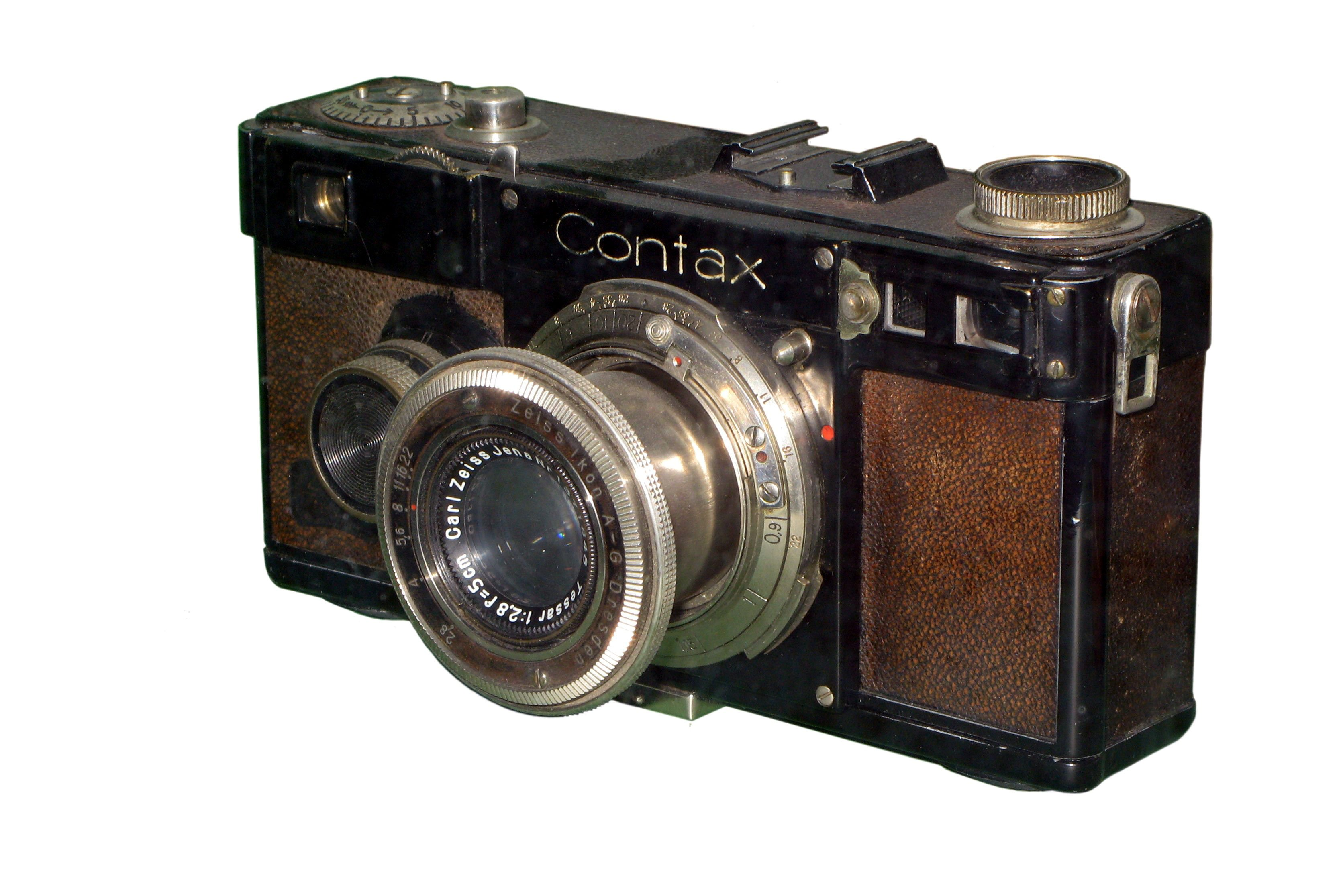
Kamera Contax I
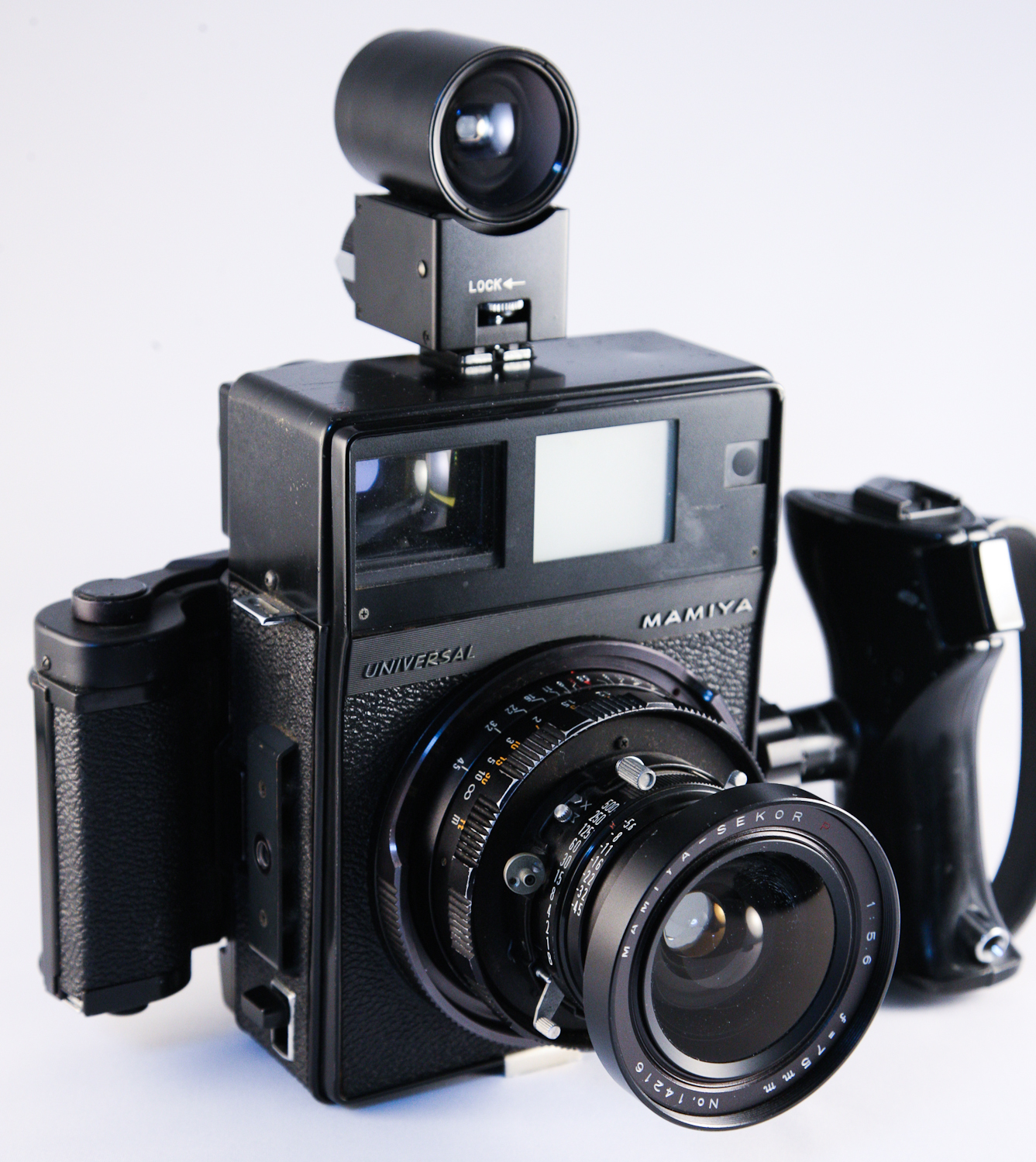
Dálkoměrná kamera Mamiya Universal na střední formát 6x9 cm
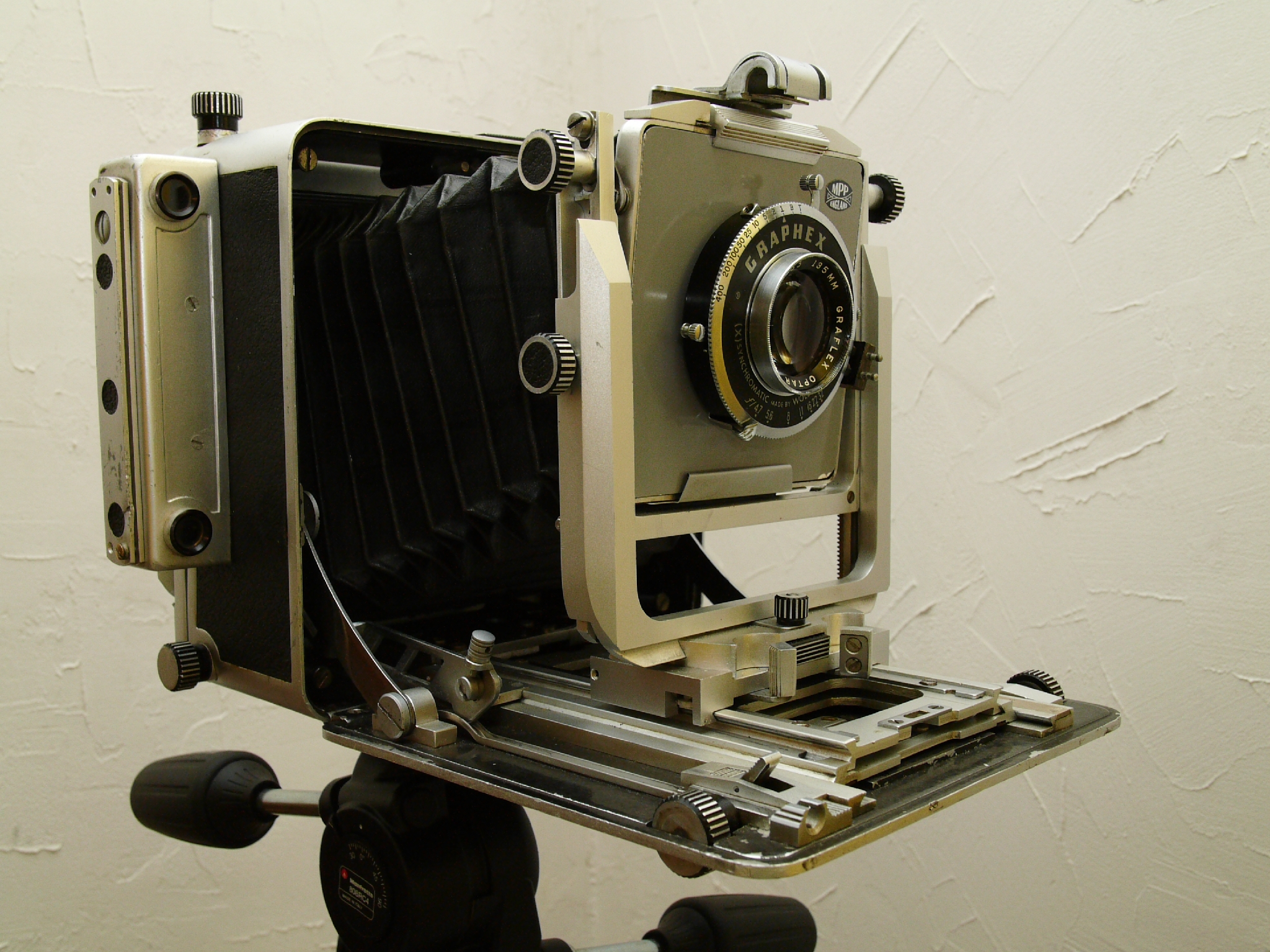
Kamera Micro Precision Products mark VIII pro formát 4 x 5 palců s dvojobrazovým dálkoměrem na boku

### Geodézie

#### Dálkoměry s pevným úhlem odklonu
V geodézii byly dvojobrazové dálkoměry používány před nástupem světelných dálkoměrů. Jednalo se o dálkoměry s pevným paralaktickým úhlem. Byly buď doplňujícím příslušenstvím teodolitů (nasazovací dálkoměr Carl Zeiss Jena Dimess), nebo součástí dvojobrazových autoredukčních tachymetrů (Carl Zeiss Jena Redta 002). Uvedené výrobky firmy VEB Carl Zeiss Jena byly široce používány v šedesátých a sedmdesátých letech v tehdejším Československu. Podobné přístroje vyráběly i ostatní producenti zeměměřických přístrojů, například Wild RDS – autoredukční dvojobrazový tachymetr založený na teodolitu Wild T16 (vyráběn 1950-1965), Kern, MOM a další.
Na jednom koncovém bodě měřené vzdálenosti (například strany polygonového pořadu) stál teodolit s dvojobrazovým dálkoměrem, na druhém koncovém bodě pak vodorovná dálkoměrná lať, která obsahovala základní stupnici a pomocné verniery k přesnějšímu odečítání. Dálkoměr býval doplněn optickým mikrometrem. Například u dálkoměru Zeiss Dimess umožňovala základní stupnice odečítat s přesností 2 metry, doplňkový vernier s přesností 20 cm a optický mikrometr s přesností 2 cm.
Výhodou nasazovacích dálkoměrů byla malá hmotnost a možnost použití s tehdy běžně používanými teodolity. Nevýhodou byla menší přesnost a fakt, že dálkoměr měřil pouze šikmou vzdálenost. Vodorovné vzdálenosti a převýšení bylo nutno dodatečně vypočítat. To se provádělo pomocí tabulek, nomogramů nebo speciálně upravených logaritmických pravítek.
Dvojobrazový autoredukční tachymetr měl dálkoměr zabudován přímo v dalekohledu. Namísto jednoho dálkoměrného klínu byly v dálkoměru zabudovány dva otočné klíny, které se proti sobě otáčely podél optické ody dalekohledu v závislosti na sklonu dalekohledu (výškovém úhlu, resp. zenitové vzdálenosti). Tím se měnila násobná konstanta dálkoměru a na lati se odečítala přímo vodorovná vzdálenost. Na výškovém kruhu bylo možné odečítat vedle výškového úhlu (resp. zenitové vzdálenosti) i {\displaystyle tg\alpha } (resp {\displaystyle cotgz}) pro jednoduchý výpočet převýšení.
Výhodou autoredukčních tachymetrů byla vyšší přesnost a možnost odečítat přímo vodorovnou vzdálenost a převýšení (odpadaly tedy výpočetní práce). Nevýhodou byla složitější konstrukce, větší hmotnost a vyšší cena přístrojů. Používaly se proto jen pro speciální práce (měření polygonových pořadů). Následné podrobné polohopisné a výškopisné měření se potom provádělo běžnými teodolity / tachymetry.

#### Dálkoměry se základnou v přístroji
Samostatnou kapitolou geodetických dvojobrazových dálkoměrů byl redukční tachymetr se základnou v přístroji VEB Carl Zeiss Jena BRT 006 (Basis Reduktions Tachymeter). Větší hmotnost přístroje, menší přesnost a poněkud nestandardní ovládání bylo vyváženo několika výhodami:
- možnost měřit i na nepřístupné cíle (tuto výhodu plně nahradily až laserové dálkoměry po roce 1999),
- rychlost měření,
- přístroj jako autoredukční tachymetr měřil přímo vodorovné délky a převýšení, což v době před elektronickými kalkulačkami a osobními počítači značně urychlovalo a zjednodušovalo zpracování dat.[4]

Dvojobrazové dálkoměry v geodézii byly zcela vytlačeny koncem dvacátého století nástupem světelných dálkoměrů.